# Thomas Lefort
 (décembre 2023).
L'article doit être relu — et modifié si nécessaire — par des contributeurs indépendants pour apporter un regard critique aux contributions effectuées en violation des conditions d'utilisation de Wikipédia, tant sur la forme (notamment concernant le style encyclopédique, la proportionnalité) que sur le fond (la neutralité de point de vue, la qualité et l'indépendance des sources).
Thomas Lefort est un violoniste français, né le 4 mai 1994 à Marseille.

## Biographie
Remarqué à l’âge de 13 ans par Ivry Gitlis, Thomas Lefort a été son disciple jusqu'à sa mort,.
Né en 1994 à Marseille, élève de Frédéric Ladame puis de Suzanne Gessner et Patrice Fontanarosa à Paris, il entre au Conservatoire National Supérieur de Musique et de Danse de Paris dans la classe de Roland Daugareil dont il ressort diplômé avec les plus hautes distinctions. Il s'est ensuite perfectionné en Italie auprès du violoniste Salvatore Acccardo à l’Académie Chigiana de Sienne ainsi qu’à l’Académie Walter Stauffer de Crémone, où il s'approprie les secrets de l'école italienne du violon et prend goût à la virtuosité acrobatique des oeuvres de Niccolò Paganini. Il a par ailleurs suivi l'enseignement de Renaud Capuçon à la Haute École de Musique de Lausanne,et étudié la musique de chambre auprès de professeurs tels que François Salque, Jérôme Pernoo ou encore Nobuko Imai, Pamela Frank et Sadao Harada au sein de l'Académie internationale de musique de chambre Seiji Ozawa.
Il est lauréat de nombreux grands prix internationaux : Concours International Ginette Neveu, Concours International Rodolfo Lipizer, Concours International Isaac Stern à Shanghaï, Premier Grand Prix au Concours Européen Jeunes Talents Un Violon sur le Sable, Premier Prix Jeune Talent d’Île-de-France, Prix du Public lors du Festival Musical d’Automne des Jeunes Interprètes, Prix de la Fondation Banque Populaire, Prix de la Fondation l’Or du Rhin et Prix de la Fondation de France (…),.
Thomas Lefort s’est produit en soliste avec de nombreux orchestres dont l’Orchestre National d’Île-de-France, l’Orchestre Philharmonique de l’Oural, l’Orchestre Philharmonique de Roumanie, l’Orchestre de Padoue, l’Orchestre Pasdeloup, l’Orchestre des Jeunes d’Île-de France, l’Orchestre Ostinato, l’Orchestre des Pays de la Loire, l’Orchestre régional de Cannes-Provence-Alpes-Côte d'Azur, l’Orchestre national Avignon-Provence (…) et sous la direction de chefs tels que Jean-Claude Casadesus, Dmitri Liss, Lawrence Foster, Alain Altinoglu, Bruno Mantovani, Adrian McDonell, Roberto Fores Veses, Nicolas Chalvin, Jonathan Schifmann, Chloé Dufresne (…); dans des salles telles que la Philharmonie de Paris, la Salle Gaveau, la Salle Cortot, la Salle Pleyel, le Théâtre du Châtelet, la Fondation Louis Vuitton, la Banque de France, le Victoria Hall de Genève, l’Auditorium Stravinsky de Montreux, la Philharmonie d’Ekaterinbourg, le Palazetto Bru-Zane à Venise, le Grand amphithéâtre de La Sorbonne, la Fondation Singer-Polignac, le Grand Théâtre de Provence, le Théâtre d’Avignon, le Théâtre national de Saint-Nazaire, le Théâtre de Nîmes, l’Opéra de Marseille (…) au sein de festivals tels que le Martha Argerich Festival à Hambourg, les Sommets Musicaux de Gstaad, le Festival International Les Sommets du Classique à Crans-Montana, le Festival « Le Salon Romantique » du Palazzetto Bru Zane à Venise, les Folles Journées de Nantes et d’Ekaterinbourg, le Festival de Pâques d’Aix-en-Provence, le Festival de la Roque d’Anthéron, le Festival Chopin à Nohant, le Festival Un Violon sur le Sable, le Festival de Menton (…).
Il a déjà partagé la scène avec de nombreux artistes dont Martha Argerich, Andreï Korobeinikov, Pierre-Yves Hodique, Yves Henry, Sélim Mazari, Itamar Golan, Vanessa Benelli-Mosell,Tanguy de Williencourt, Ivry Gitlis, Renaud Capuçon, Tedi Papavrami, Akiko Suwanai, Gilles Apap, Lucienne Renaudin-Vary, Edgar Moreau, Astrig Siranossian, Emmanuel Rossfelder (...).
Son premier album intitulé « Folk » a été réalisé en duo avec le pianiste Pierre-Yves Hodique sorti en 2019 sous le label Mirare. Il sort en 2023 un nouvel album autour d'oeuvres violon seul intitulé "Il Violino Solo".
Il est le créateur et le Directeur artistique du Festival « Les Étoiles du Classique » à Saint-Germain-en-Laye, parrainé par Martha Argerich en 2022, Jean-Claude Casadesus et Karine Deshayes en 2023, qui réunit les jeunes musiciens classiques de la nouvelle génération pendant quatre jours en plein air dans l'objectif de rendre la musique classique plus accessible,,.
Il joue une réplique d’un violon d’Antonio Stradivari « Le Tivadar Nachéz » datant de 1709 et réalisée par Stephan Von Baehr.

## Discographie
- Novembre 2019 : Sortie de l'album FOLK enregistré en compagnie du pianiste Pierre-Yves Hodique au label Mirare (en)
- Septembre 2023 : Sortie de l'album Il Violino Solo, uniquement en format digital (répertoire violon seul de Jean-Sébastien Bach, Niccolò Paganini et Heinrich Wilhelm Ernst)